# امیرحسین ترابی
امیرحسین تُرابی (زادهٔ ۲۸ شهریور ۱۳۵۶) کارگردان و نویسنده ایرانی است. او فارغ‌التحصیل کارشناسی کارگردانی سینما و فوق لیسانس رشتهٔ پژوهش هنر است. وی از سال ۱۳۷۰ با دستیاری کارگردانی وارد سینما شد و تا سال ۱۳۸۰ در سینمای ایران برنامه‌ریزی و دستیاری می‌کرد و از آن به بعد به صورت مستقل کارگردانی را آغاز کرد. در سال ۱۳۹۱، جایزهٔ  بهترین فیلم کودک و نوجوان جشنواره برلین سیاه آلمان برای فیلم خانوادهٔ سالم به کارگردانی وی اهدا شد.
از معروفترین‌ آثار امیرحسین ترابی در حرفهٔ کارگردانی می‌توان به فیلم هزارتو (۱۳۹۷) و مجموعهٔ نمایش خانگی خون سرد (۱۴۰۱) اشاره کرد.

## فیلم‌شناسی
| سال       | عنوان                        | کارگردان | نویسنده | بازیگر | منبع        |
| --------- | ---------------------------- | -------- | ------- | ------ | ----------- |
| ۱۴۰۱      | خون سرد                      | آری      | نه      | نه     | [ ۶ ]       |
| ۱۳۹۶      | هزارتو                       | آری      | نه      | نه     | [ ۷ ] [ ۸ ] |
| ۱۳۹۴      | آلزایمر                      | آری      | آری     | نه     | [ ۹ ]       |
| ۱۳۹۳      | دو                           | نه       | نه      | آری    | [ ۱۰ ]      |
| ۱۳۹۱      | خانوادهٔ سالم                 | آری      | نه      | نه     | [ ۱۱ ]      |
| ۱۳۸۸–۱۳۹۳ | شاید برای شما هم اتفاق بیفتد | آری      | نه      | نه     | [ ۱۲ ]      |
| ۱۳۸۸      | آشپزباشی                     | نه       | آری     | نه     | [ ۱۳ ]      |

## جایزه‌ها
| سال  | جشنواره یا جشن                                           | فیلم         | نتیجه |
| ---- | -------------------------------------------------------- | ------------ | ----- |
| ۱۳۹۱ | جایزهٔ بهترین فیلم کودک و نوجوان جشنواره برلین سیاه آلمان | خانوادهٔ سالم | برنده |